# Tarachomantis caldwellii
Tarachomantis caldwellii es una especie de mantis de la familia Mantidae.

## Distribución geográfica
Se encuentra en Madagascar.